# Abu-Dzabi nemzetközi repülőtér
Az Abu-Dzabi nemzetközi repülőtér (IATA: AUH, ICAO: OMAA) az Egyesült Arab Emírségek egyik nemzetközi repülőtere, amely Abu-Dzabi közelében található. Éves utasforgalma 22 935 316 fő (2023).

## Futópályák
A repülőtér futópályái:
- 13R/31L (4106 m, 60 m, aszfalt)
- 13L/31R (4100 m, 60 m, aszfalt)

## Forgalom
Az utasforgalom az elmúlt években az alábbi módon változott:
| Utasok száma | 3 131 283 | 3 684 307 | 3 986 665 | 5 247 000 | 6 289 457 | 9 026 000 | 16 526 316 | 19 865 127 | 24 482 119 | 22 935 316 |
|              | 1998      | 2000      | 2002      | 2004      | 2006      | 2008      | 2013       | 2014       | 2016       | 2023       |

## Légitársaságok és úticélok
2023-ban az Abu-Dzabi  nemzetközi repülőtérről az alábbi járatok indulnak:
| Légitársaság                    | Célállomások |
| ------------------------------- | --- |
| Air Arabia Abu Dhabi            | Ahmedabad, Alexandria, Bahrain, Baku, Beirut, Cairo, Chittagong, Chennai, Dhaka, Faisalabad, Istanbul–Sabiha Gökçen, Kathmandu, Khartoum, Kochi, Kozhikode, Kuwait City, Moszkva-Domogyedovó, Multan, Mumbai, Muscat, Salalah, Sohag, Tashkent, Tbilisi, Thiruvananthapuram |
| Air India                       | Delhi, Mumbai |
| Air India Express               | Delhi, Kannur, Kochi, Kozhikode, Mangalore, Thiruvananthapuram, Tiruchirappalli |
| airblue                         | Islamabad, Lahore, Peshawar |
| Azur Air                        | Szezonális charter: Moscow–Vnukovo |
| Biman Bangladesh Airlines       | Chittagong, Dhaka, Sylhet |
| Cham Wings Airlines             | Aleppo, Damascus |
| EgyptAir                        | Cairo |
| Etihad Airways                  | Ahmedabad, Amman–Queen Alia, Amszterdam, Athens, Bahrain, Bangalore, Bangkok–Suvarnabhumi, Barcelona, Beijing–Capital, Beirut, Brüsszel, Cairo, Casablanca, Chennai, Chicago–O'Hare, Colombo–Bandaranaike, Dammam, Delhi, Dhaka, Doha, Dublin, Frankfurt, Genf, Guangzhou, Hyderabad, Islamabad, Istanbul, Jakarta–Soekarno-Hatta, Jeddah, Johannesburg–O.R. Tambo, Karachi, Kochi, Kolkata (resumes 26 March 2023), Kuala Lumpur–International, Kuwait City, Lahore, London–Heathrow, Madrid, Mahé, Malé, Manchester, Manila, Melbourne, Milan–Malpensa, Moscow–Sheremetyevo, Mumbai, München, Muscat, Nairobi–Jomo Kenyatta, New York–JFK, Párizs–Charles de Gaulle, Phuket, Riyadh, Róma–Fiumicino, Seoul–Incheon, Shanghai–Pudong, Singapore, Sydney, Tel Aviv, Tokyo–Narita, Toronto–Pearson, Bécs, Washington–Dulles, Zürich Szezonális: Heraklion, Málaga, Nizza, Salalah, Santorini, Zanzibar |
| Go First                        | Delhi, Kannur, Kochi, Mumbai |
| Gulf Air                        | Bahrain |
| Himalaya Airlines               | Kathmandu |
| IndiGo                          | Chennai, Delhi, Kochi, Kozhikode, Lucknow, Mumbai |
| Iraqi Airways                   | Baghdad |
| Kam Air                         | Kabul |
| Kuwait Airways                  | Kuwait City |
| Middle East Airlines            | Beirut |
| Oman Air                        | Muscat |
| Pakistan International Airlines | Islamabad, Karachi, Lahore, Peshawar, Sialkot |
| Pegasus Airlines                | Istanbul–Sabiha Gökçen |
| Qatar Airways                   | Doha |
| Royal Jordanian                 | Amman–Queen Alia |
| SalamAir                        | Muscat, Salalah |
| Saudia                          | Jeddah, Riyadh, Medina |
| SriLankan Airlines              | Colombo–Bandaranaike |
| Sudan Airways                   | Khartoum |
| Syrian Air                      | Damascus |
| Turkish Airlines                | Istanbul |
| Turkmenistan Airlines           | Ashgabat |
| Vistara                         | Mumbai |
| Wizz Air                        | Alexandria, Almaty, Amman–Queen Alia, Ankara, Aqaba, Astana, Athens, Bahrain, Baku, Belgrád, Bukarest, Budapest, Dammam, Katowice, Krakkó, Krasnodar, Kutaisi, Kuwait City, Malé, Medina (2023. február 15-től), Milan–Malpensa (2023. július 24-től), Moscow–Vnukovo, Muscat, Naples, Róma–Fiumicino (2023. február 17-től), Salalah, Samarkand, Sarajevo, Szófia, Tashkent , Tel Aviv, Tirana, Bécs, Yerevan Szezonális: Bari (2023. február 14-ig), Catania, Cluj-Napoca, Santorini |

### Cargo
| Légitársaság | Célállomások |
| ------------ | --- |
| Etihad Cargo | Amszterdam, Chittagong, Columbus–Rickenbacker, Dammam, Delhi, Dhaka, Frankfurt, Hanoi, Hong Kong, Miami, Mumbai, Shanghai–Pudong |